# Bernard Tchoutang
Bernard Samuel Tchoutang (født 2. september 1976) er en tidligere fodboldspiller fra Cameroun.

## Landshold
Han har spillet flere kampe på Cameroun's landshold. I 2000 var han i truppen uden at komme i kamp, da Cameroun vandt African Nations Cup. Året efter fik han én kamp da holdet deltog i Confederations Cup.

## Klubber
Tchoutang har spillet fodbold i 8 forskellige lande. Det er Cameroun, Tyrkiet, Holland, Ukraine, Danmark, Malaysia, Israel og Albanien. 
I Danmark spillede han 5 kampe i Superligaen for Viborg FF i foråret 2004. Klubben havde lejet ham efter et par prøvetræninger.